# Condecoración de la flor de lis
La  Condecoración del Lis es una distinción creada en 1814 por Monsieur, conde de Artois en nombre de su hermano Luis XVIII de Francia a su llegada a París tras la emigración.

## Historia
La creación de esta  Condecoración se debe al empeño del entonces Lugarteniente General del Reino,  Carlos, conde de Artois, en premiar a los Guardias Nacionales de París por su apoyo a la monarquía el 30 de marzo de 1814. Es creada por este en la orden del día con las siguientes palabras: 
«...en signo perpetuo de los servicios prestados, al haber combatido por sus hogares, encargándose en la noche del 30 de marzo de la guardia y la seguridad de París, ha conservado al Rey su capital y a tantas familias sus bienes, su vida y su honor, ocupando sus puestos, los de la tropa de línea, han ofrecido el ejemplo de la devoción y el sacrificio, haciendo con este servicio, el de la casa militar del rey y ha dado a la Familia Real la satisfacción de no tener por guardia sino franceses.»
La  Condecoración aseguraba además un apoyo leal a la figura de su hermano Luis XVIII de Francia. A la llegada de este a París, el 3 de mayo de 1814, París se comienzan a sentir los efectos de la creación de  esta  Condecoración ya que comienza a ser utilizada como objeto de fantasía y de apoyo al nuevo régimen, por personas que no habían sido decoradas con ella. 

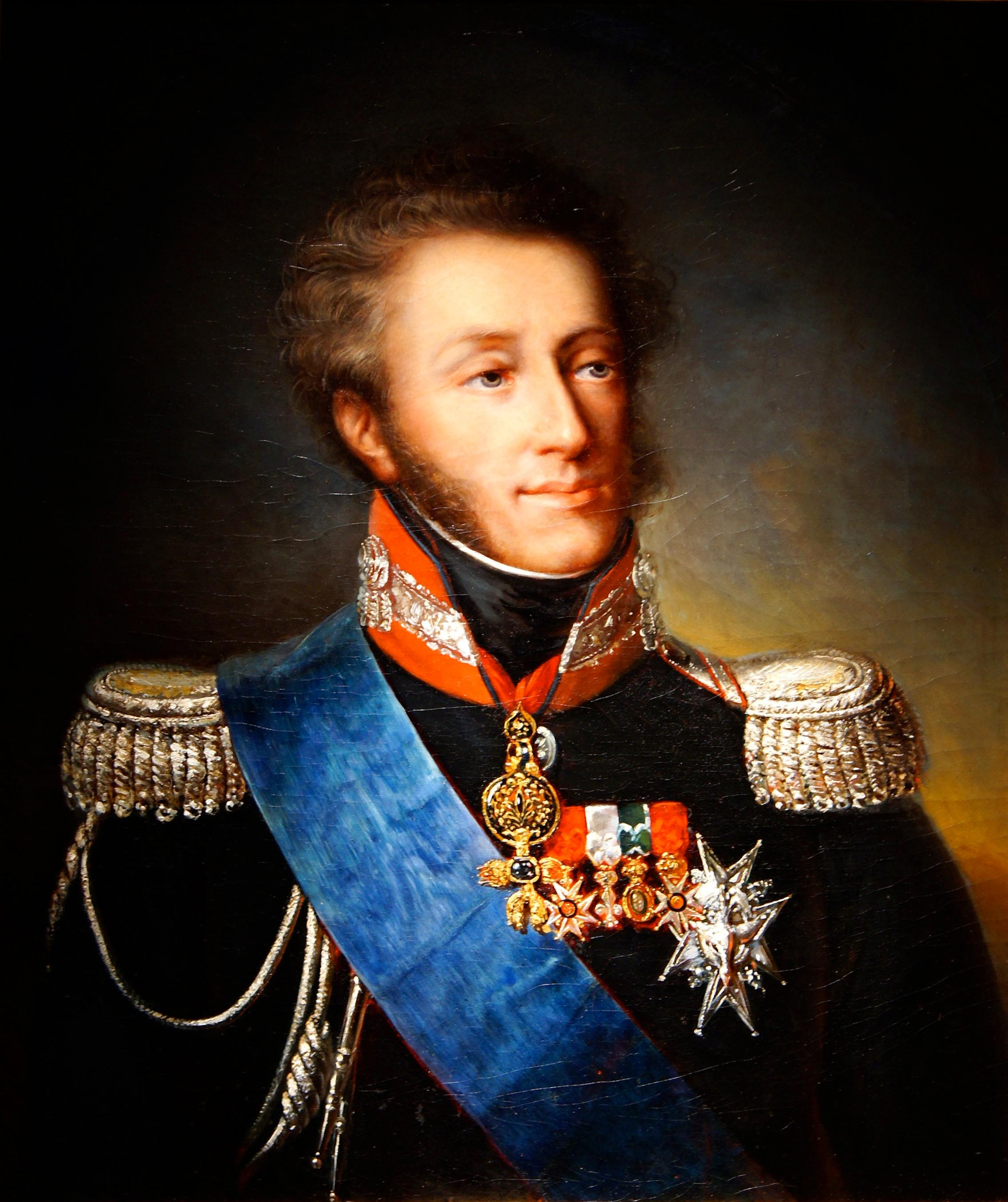
Retrato de Luis, duque de Angulema en el que se ve en segundo lugar la Condecoración del Lis

El 9 de mayo de 1814, el Rey extiende la  Condecoración a la totalidad de la Guardia Nacional. Posteriormente su concesión se extiende a otros como prefectos e incluso alcaldes. Durante los Cien Días su uso, como el del resto de las órdenes de creación real se proscribe.
Tras los Cien Días, Luis XVIII crea la  Condecoración de la Fidelidad, para premiar a los 600 guardias nacionales que mantuvieron su lealtad al monarca durante ese periodo.
Los guardias nacionales condecorados debían prestar al recibir la  Condecoración el siguiente juramento:
«Juro fidelidad a Dios y al Rey para siempre»
Se entregaba también un diploma (40x50mm), firmado por Monsieur, conde de Artois y el marqués Dessolles, coronel general de la Guardia Nacional y mayor general de la misma, respectivamente.
Nunca llegó a ser una orden en sí misma, y en 1824 se reunió su vigilancia a la Cancillería de la Legión de Honor, requiriendo esta para su registro el envío del diploma del decorado que le sería devuelto al completarse su inscripción. Solo tres condecoraciones ( Condecoración del Lis,  Condecoración de la Fidelidad y la  Condecoración del Brazalete de Burdeos), de todas las creadas antes de 1820, sobrevivieron, reuniendo su vigilancia a la Cancillería de la Legión de Honor.

## Descripción

### Insignia
- En la orden del día del 26 de abril de 1814: Una flor de lis de plata.
- En la orden del 9 de mayo de 1814: Una flor de lis de plata surmontada de una corona real de lo mismo.
- En el reglamento de 31 de agosto de 1816: Se fijan por el conde de Artois las reglas definitivas para su uso.
- El 5 de mayo de 1824 el Gran Canciller de la Legión de Honor recuerda:

«La  Condecoración del Lis habiendo servido de pretexto a multitud de abusos, el Rey ha otorgado su vigilancia al Gran Canciller. Este recuerda aquí que la  Condecoración ha de consistir en una simple flor de lis de plata suspendida de una cinta blanca o de los colores diferentemente reglamentados para cada uno de los departamentos del Reino. (...) No se ha de portar sino la cinta de un solo departamento y la flor de lis primitivamente establecida, todas las otras son abolidas y han de desaparecer»

### Cinta
- En la orden del día del 26 de abril de 1814: Una cinta blanca.
- En la orden del 9 de mayo de 1814: Una cinta blanca de moaré, los guardias nacionales de París podrán llevar bordadas sobre esta las armas de la ciudad.
- En la orden del 5 de agosto de 1814: La cinta de los guardias nacionales de París será blanca con donordes azules de dos milímetros en cada lado.[2]
- En la orden del 5 de febrero de 1816: Los guardias nacionales llevarán la insignia suspendida de una cinta según su departamento. Solo doce de los departamentos conservan la cinta blanca original.Cintas de la  Condecoración del Lis por departamento según la orden del 5 de febrero de 1816.

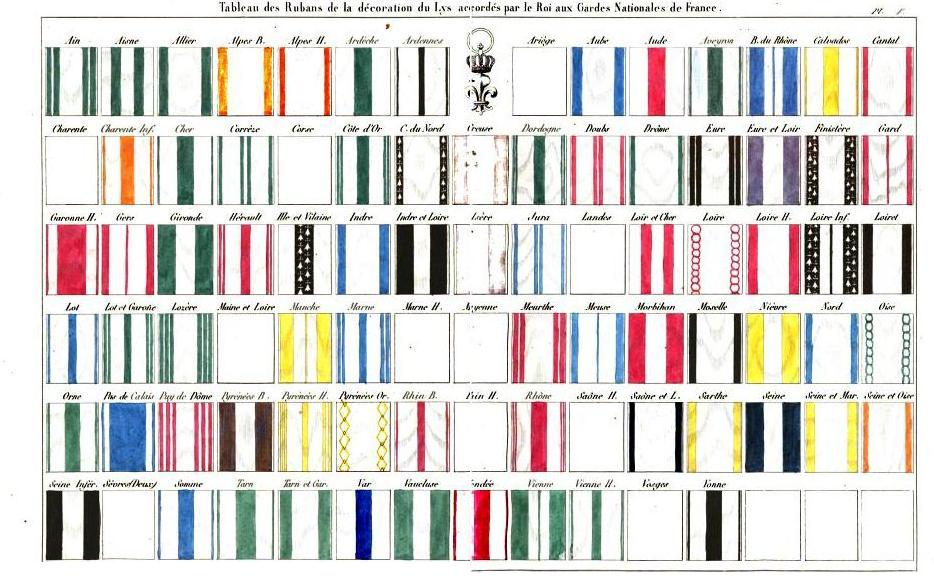
Cintas de la Condecoración del Lis por departamento según la orden del 5 de febrero de 1816.